# Das Mädchen Goldhaar
Das Mädchen Goldhaar ist ein slowakisches Volksmärchen (AaTh 710).

## Handlung
Ein armer Schmied gedenkt sich, ob seiner Not, aufzuhängen, als ihm eine schwarze Frau erscheint, ihn von seinem Vorhaben abbringt und ihm die Taschen voller Geld und Gold schüttet, wofür er ihr aber das in seinem Haus versprechen muss, von dem er noch nichts weiß. Das Versprochene erweist sich als sein nächstes Kind, von dem seine Frau gerade erst erfahren hat und als das goldhaarige Mädchen sieben Jahre alt ist, holt die schwarze Frau es ab, um es in ihr Schloss zu bringen. Dort zeigt sie ihm neunundneunzig Gemächer, um die es sich kümmern solle und worin es leben könne. In das hundertste aber dürfe es niemals hineingehen. Dann verabschiedet sich die schwarze Frau mit den hinzugefügten Worten, dass sie erst in sieben Jahren wiederkommen wird.
Das goldhaarige Mädchen hält sich an die Anweisung der schwarzen Frau, die sehr zufrieden ist als sie zurückkehrt. Sie verschwindet abermals sieben Jahre lang, doch kurz bevor auch diese um sind, hört Goldhaar Musik aus dem hundertsten Gemach spielen, woraufhin sie doch hineinschaut und zwölf verwunschene Menschen erblickt. Es wird ihr geraten unter keinen Umständen von dem Gesehenen zu berichten, woran sich Goldhaar auch hält, obwohl die schwarze Frau ihr droht, sie in einen Brunnen wirft und anderen gegenüber stumm macht. Aus dem Brunnen entkommen, wird ein junger König auf Goldhaar aufmerksam, der die stumme Schönheit zur Gemahlin nimmt. Als diese später aber in zwei aufeinanderfolgenden Jahren zwei Kinder zur Welt bringt, erscheint jedes Mal die schwarze Frau, die der Schweigsamen jedoch umsonst damit droht die Kinder umzubringen, wenn diese ihr nicht von dem hundertsten Gemach berichtet. Also tötet sie die Kinder und beschmiert Goldhaars Mund beide Male mit Blut, sodass der König schließlich befiehlt seine Gemahlin auf dem Scheiterhaufen zu verbrennen.
An einem Pfahl gebunden, über den schon brennenden Holz, wird Goldhaar erneut von der schwarzen Frau aufgesucht, die abermals von dem im hundertsten Gemach Gesehenen wissen will. Doch Goldhaar schweigt und so verwandelt sich die schwarze Frau und erbleicht, woraufhin sie von der Unschuld Goldhaars berichtet und sie retten lässt. Ebenfalls erzählt die schwarze Frau, dass Goldhaar, die zwölf verwunschenen Menschen in jenem Zimmer und auch sie selbst verdammt gewesen wären, hätte Goldhaar ihr schweigen gebrochen, so aber seien nun alle erlöst. Zudem gibt sie Goldhaar auch ihre Kinder zurück, woraufhin der König um Verzeihung bittet und mit Goldhaar sowie deren Vater, dem Schmied, samt der ganzen Familie ein glückliches Leben führt.

## Hintergrund
Diese Version des Märchens stammt aus Pavol Dobšinskýs Slowakische Volksmärchen (Bratislava 1966, Band 2) und erhielt im Deutschen den Titel Das Mädchen Goldhaar. Schon vor Dobšinský bearbeitete G. Reuss den Text, der von ebendiesen nach 1840 aufgezeichnet wurde. Dobšinskýs Version trägt in dem Buch Das Sonnenpferd (Bratislava 1975) im Deutschen auch den Titel Goldhaar.
Verglichen werden kann das Märchen Marienkind der Brüder Grimm.